# Forum Cornelii
Forum Cornelii è il nome antico dell'odierna città di Imola. La città mantenne tale nome lungo tutto il periodo di Roma antica. Il nome Imola risale agli inizi del VII secolo.

## Storia
La fondazione di Forum Cornelii è strettamente collegata alla costruzione della Via Emilia, la grande arteria pedemontana che attraversa la pianura padana da Piacenza a Rimini. La costruzione del tracciato fu portata a termine dopo la sconfitta definitiva dei Galli Boi, avvenuta nel 191 a.C.. I romani, nuovi padroni del territorio, rettificarono la via etrusca che da Arimna/Rimini portava ad ovest, prolungandola fino alla colonia di Placentia/Piacenza.
La nuova strada, pavimentata, prese il nome di via Emilia dal console del 189 a.C., Marco Emilio Lepido. I centri abitati che i romani fondarono, a distanze regolari, lungo il suo percorso presero il nome dal magistrato romano che ne incrementò lo sviluppo. Forum Cornelii sorse lungo la grande arteria probabilmente nella prima metà del II secolo a.C.. Secondo la tipologia costruttiva dei romani, un forum era un centro abitato privo di cinta muraria e non dotato di una costituzione cittadina.
Nei tratti costruiti ex novo, il tracciato è perfettamente rettilineo. I tratti già esistenti furono conservati (anche se non rettilinei): semplicemente, fu lastricato il tracciato esistente. Ciò avvenne specialmente in presenza di centri abitati preromani. I casi di Forum Livii (Forlì) e Forum Cornelii sono due efficaci esempi pratici. Il tracciato della via Emilia al loro interno dimostra come entrambi i centri avessero un'origine preromana (ancora oggi, la via Emilia all'interno di Imola ha un andamento sinuoso, specialmente nella parte Est).
Nel suo Liber Pontificalis Ecclesiae Ravennatis, Agnello Ravennate scrive che i Longobardi, dopo essere passati in Toscana ed aver distrutto Petra Pertusa (il castrum che controllava il Passo del Furlo), «construxerunt predicti Longobardi Forum Cornelii et consummata est civitas ab eis» (R.I.S., II, III, p. 232). 
 
Secondo l'opinione corrente, il primo verbo, construxerunt (=costruirono), mal si coniugava con il secondo, consummata est (=estinsero). Il primo dei due verbi fu letto dagli storici moderni come errore di trascrizione: nell'originale (perduto) vi sarebbe il corretto destruxerunt.

Si deve ad Andrea Padovani (1989) la corretta interpretazione del passo. In realtà, la frase non contiene alcun errore: è la nostra lettura che deve essere modificata. Nel contesto dato, il verbo non significa 'estinguere' (da consumo-ere) bensì portare a termine (da consummo-are). In questo caso i due verbi concordano. 

Quindi Forum Cornelii non fu distrutta dai Longobardi, bensì ricostruita (da consummo-are, 'portare a termine', 'ad adeguato compimento'). La versione di Andrea Agnello, così riletta, concorda con quella di Paolo Diacono, che considera Forum Cornelii tra le città più ricche della pianura cispadana (Historia Langobardorum, II, 18). Andrea Agnello e Paolo Diacono sono le sole fonti storiche che parlano di Forum Cornelii in epoca longobarda. 

Fonte: Biblioteca Archeologica online - All'Insegna del Giglio.
Il toponimo non ha a che fare con l'uomo politico Lucio Cornelio Silla, che non è in alcun modo collegato alla fondazione del centro abitato.
Sull'origine del nome di Forum Cornelii sono state avanzate altre ipotesi:
- Caio Cornelio Cetego (console nel 197, attivo contro i Boi, i Cenomani e gli Insubri);
- Publio Cornelio Scipione Nasica, vincitore nel 191 dei Boi;
- Publio Cornelio Cetego (console del 181), che si occupò della suddivisione delle terre nel 173 a.C.

La citazione più antica della città risale al I secolo a.C., nell'opera Epistolae ad familiares (XII, V) di Cicerone.
Il censimento di Vespasiano (74 d.C.) contò in Forum Cornelii una popolazione di 4-5 000 abitanti.

Tra l'87 e l'88 d.C. Marco Valerio Marziale (40-103) soggiornò in città, ospite di un ricco mecenate del luogo. Al termine del suo soggiorno corneliense, il poeta latino licenziò il terzo libro dei suoi Epigrammata. L'opera contiene il racconto di un viaggio effettuato lungo il corso del fiume Santerno; Marziale attraversò Forum Cornelii a bordo di una barca, fornendo così l'immagine di una città fluviale. Nel 2002 i lavori di ristrutturazione del mercato ortofrutticolo portarono alla luce una strada lunga ca. 55 metri e larga 6, che conduceva a un canale artificiale navigabile, bordato da una struttura della lunghezza di 15 metri, interpretata come banchina di attracco per piccole imbarcazioni. A pochi metri fu rinvenuta un'area destinata ad attività produttive e scambi commerciali.
Il territorio su cui si estendevano gli interessi di Forum Cornelii era delimitato, ad Ovest, dal torrente Sillaro e, ad Est dal Senio. Oltre il Sillaro, ad Ovest iniziava il territorio di Claterna; oltre il Senio, ad Est, iniziava quello di Faventia.
Dopo il IV secolo, con la decadenza e l'abbandono di Claterna, il territorio imolese si ampliò ad ovest fino a raggiungere l'Idice. Anche Forum Cornelii conobbe un periodo di decadenza. Il territorio subì pesanti modifiche (aumento della piovosità, con conseguente aumento della portata di detriti solidi da parte dei fiumi, calo della temperatura), che alterarono il ciclo di maturazione delle piante e limitarono moltissimo la resa produttiva. Siccome la prosperità di Imola era basata sull'agricoltura, la città cadde in una fase di ristagno.
La prima chiesa di Forum Cornelii fu edificata, come accadde anche nelle città vicine, fuori del centro abitato. Fu intitolata a San Lorenzo martire.
Nel V secolo si aprì il lungo periodo delle invasioni barbariche. Le prime distruzioni e razzie cominciarono già nel III secolo, ad opera di Iutungi e Marcomanni. Nel V secolo le incursioni dei Goti segnarono pesantemente il territorio imolese.
Durante la Guerra gotica, iniziata nel 535, la città fu distrutta. Forum Cornelii, che nel VI secolo non possedeva una cinta difensiva, venne abbandonata da quasi tutti gli abitanti. Probabilmente fu distrutta anche la cattedrale di San Lorenzo. I sopravvissuti edificarono una nuova chiesa, che ereditò il titolo di S. Lorenzo, nel nucleo della città. Conquistata dal generale bizantino Narsete, Forum Cornelii fu restaurata da Antioco, prefetto del pretorio d'Italia, probabilmente verso la fine del 552.
La pace non durò a lungo: nel 568 la penisola italiana fu invasa dai Longobardi, i quali irruppero dalla Carnia scendendo nella pianura padana e  lungo gli Appennini. Dalla Tuscia occupata partì l'attacco, tra il 580 e il 581 a Forum Cornelii ad opera del duca Faroaldo. Solo nel 590 l'impero bizantino costruì una linea difensiva per difendere i territori rimastigli (la Romania): i Longobardi furono tenuti lontani da Ravenna e dovettero indietreggiare fino al fiume Scoltenna-Panaro. Tutte le città sulla via Emilia ad est del confine furono liberale, tra cui anche Forum Cornelii.
Risale agli inizi del VII secolo la prima attestazione del nome «Imola». Il nuovo toponimo comparve nel Catalogo delle Province d'Italia, compilato dal Monastero di Bobbio, da poco fondato: Foro Cornelii, cuius castrum Imola appellatur. «Imola» sostituì definitivamente Forum Cornelii nei primi secoli dopo il Mille.

## Struttura urbana
Pianta di Forum Cornelii
L'impianto dell'antica città era quello tipico del forum latino, con la caratteristica struttura ad assi ortogonali.
Nel caso di Forum Cornelii, il quadrilatero era compreso tra le attuali vie Cavour, Orsini, Garibaldi e Selice. I decumani erano (da Nord a Sud):
- Via Cavour
- Via Emilia (decumano massimo)
- Via Garibaldi

Mentre i cardi erano (da Ovest a Est):
- Via F.lli Bandiera/Via Cairoli
- Via G. Verdi
- Via F. Orsini
- Via Appia (probabile cardo massimo)
- Via Selice

Lungo l'attuale via Molino vecchio scorreva il fiume Santerno. Il ponte che lo attraversava era posto in asse con la via Emilia. Il Foro era individuabile nell'area dell'odierna piazza Caduti per la Libertà.

## Monumenti

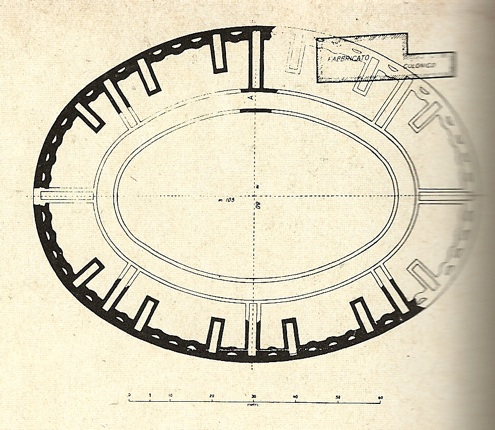
Pianta dell'anfiteatro.

La città ebbe un anfiteatro, costruito nel suburbio orientale (ossia in direzione di Bononia). L'asse maggiore era parallelo all'asse della via Emilia, da cui distava solo 16 metri a Nord (poco lontano e sul lato sud della via romana vi era la necropoli). 
Disponeva di fondamenta in muratura che sorreggevano le strutture lignee. Di forma ellittica, era cinto da uno spesso muro periferico. Le dimensioni dell'arena erano 67 x 39,95 m; essa era circondata da un anello esterno (gli spalti) che misurava 108 x 80,95 m sugli assi maggiori; gli ultimi spalti erano alti 1,60 m rispetto all'arena. Il muro di cinta era spesso 3 metri e 40 centimetri. Gli ingressi all'anfiteatro erano 20. Le fondamenta erano costituite di ciottoli del fiume Santerno collegati con malta di calce. La datazione si colloca entro il I secolo d.C..
La chiesa cristiana più importante della città in epoca romana fu la cattedrale, ovvero la sede episcopale. Situata presumibilmente poco fuori del centro abitato, essa era dedicata a San Lorenzo, martirizzato a Roma nel 258. Della prima sede vescovile di Imola non rimane più nulla. 
Per quanto riguarda l'abitato vero e proprio, l'unico edificio di Forum Cornelii noto e conservatosi fino ad oggi è il campanile dell'abbazia di Santa Maria in Regola, eretta dai bizantini dopo la vittoria contro i Goti (Guerra gotica). Durante l'Alto Medioevo l'attività dell'abbazia non si è mai arrestata: ciò conferma la continuità di vita dell'abitato di Forum Cornelii. Si giunge alla stessa conclusione anche confrontando il reticolo urbano della città attuale con quello della città romana.

L'unica differenza rispetto alla città romana sono le strade situate nell'area tra le odierne via dei Mille e via F. D. Guerrazzi: esse presentano un orientamento anomalo rispetto al resto dell'impianto. Essendo le più vicine al fiume Santerno, si presume che l'area rimase allagata più volte nella tarda antichità. Fu poi ricostruita parallelamente al corso del fiume (e non frontalmente).

## Esplorazione archeologica
Anfiteatro
L'edificio fu riscoperto il 26 febbraio 1870: durante lavori di sterro (il terreno apparteneva a un privato) venne alla luce una sezione del muro perimetrale. Apparve subito chiara l'importanza della scoperta. Il sindaco avviò una campagna di scavi, che misero in luce i due terzi del muro ellittico esterno e molti muri colleganti l'esterno con l'arena. Purtroppo lo Stato negò i fondi richiesti per il mantenimento del monumento; dopo l'agosto 1870, i ruderi vennero reinterrati e l'area ritornò ad essere un campo coltivato.
Il 17 giugno 1925 il soprintendente alle antichità, Salvatore Aurigemma, pose il vincolo sull'area archeologica. Nel 1929 l'area fu nuovamente esplorata. La campagna si svolse dal 28 aprile al 17 maggio. Furono scattate le prime fotografie (rimasero le uniche), che testimoniarono le notevoli dimensioni ed il buono stato di conservazione del manufatto. Si tentò un piano di recupero, ma la proprietà, che richiedeva la lottizzazione dell'area, riuscì a bloccare sul nascere ogni iniziativa. Il vincolo fu confermato il 1º giugno 1939.
Nel dopoguerra l'amministrazione comunale riprese il progetto di lottizzazione. Il 19 dicembre 1957 il Consiglio comunale votò a favore dell'edificabilità dell'area dell'anfiteatro. Anche gli enti preposti alla tutela dei beni archeologici diedero parere favorevole. L'area fu interrata ed edificata senza che fosse avviata alcuna azione di recupero. I lavori terminarono nel 1962.
Domus romane
Gli scavi effettuati nel centro storico negli ultimi decenni del XX secolo hanno portato alla luce i resti di due domus romane: una lungo la via Emilia (lato Est), con pavimentazioni musive e decorazioni parietali con intonaci dipinti; l'altra sita nel luogo dove ora sorge il Museo di San Domenico. Entrambe di grandi dimensioni, sono databili all'Età augustea (27 a.C.-14 d.C.).
Pieve urbana
Nel 2006, in pieno centro cittadino, sotto piazza Matteotti, sono stati rinvenuti i resti della pieve altomedievale di San Lorenzo e alcune sepolture. 
Villa Clelia
L'area di Villa Clelia fu scavata tra il 1978 e il 1987. Gli archeologi appurarono che l'area fu frequentata in maniera continuativa e venne abbandonata solo nel IX secolo.
Necropoli
Al di fuori del reticolo cittadino, sono stati condotti scavi nell'area circostante l'anfiteatro. L'esplorazione ha riportato alla luce la necropoli romana, che si estendeva lungo entrambi i lati della Via Emilia. A dimostrazione della sua lunga frequentazione, in essa sono stati rinvenuti reperti databili fino all'età gota (V-VI secolo d.C.).

## Altri Forum Cornelii
Il nome Forum Cornelii compare ripetutamente in diverse epigrafi provenienti da Aquileia, Altino e Concordia Sagittaria; forse si riferisce ad un altro centro con lo stesso nome sito in Veneto.